# Live at Wembley '78
Live at Wembley '78 es una grabación en vivo del grupo de rock inglés Electric Light Orchestra (ELO). Esta editado, tanto en duración como en lista de canciones, al igual que la versión en VHS/DVD.

## Problemas de sonido
El sonido en este álbum ha llevado a que se hagan acusaciones de la banda haciendo sincronía de labios, al igual que en el audio del vídeo anterior del cual se tomó este CD. Sin embargo, ha salido a la luz que el sonido utilizado en la transmisión televisiva del Out of the Blue Concert en 1978 fue un esfuerzo mal mezclado en sonido mono que usó muchas de las cintas de acompañamiento que la banda admitió usar debido a problemas de sonido causados por el enorme escenario de metal y fibra de vidrio. Las cintas solo debían ser escuchadas por la banda para ayudarles a mantener el tiempo y no deberían haber sido escuchadas por el público.
En 2006, Eagle Rock Entertainment remasterizó las cintas de sonido originales del concierto y presentó el sonido en estéreo por primera vez en un DVD, eliminando el sonido sobregrabado que era obvio en algunas pistas. Hasta el momento no se ha lanzado ninguna versión mejorada de CD.

## Lista de canciones
Todas las canciones escritas y compuestas por Jeff Lynne excepto donde se anota. 
| N.º | Título                 | Escritor(es) | Duración |  |
| 1.  | «Introduction»         |              |          |  |
| 2.  | «Standin' in the Rain» |              |          |  |
| 3.  | «Night In the City»    |              |          |  |
| 4.  | «Turn to Stone»        |              |          |  |
| 5.  | «Tightrope»            |              |          |  |
| 6.  | «Telephone Line»       |              |          |  |
| 7.  | «Rockaria!»            |              |          |  |
| 8.  | «Wild West Hero»       |              |          |  |
| 9.  | «Showdown»             |              |          |  |
| 10. | «1 Minute Speech»      |              |          |  |
| 11. | «Sweet Talkin' Woman»  |              |          |  |
| 12. | «Mr. Blue Sky»         |              |          |  |
| 13. | «Do Ya»                |              |          |  |
| 14. | «Livin' Thing»         |              |          |  |
| 15. | «Roll Over Beethoven»  | Chuck Berry  |          |  |

## Personal
- Jeff Lynne: voz y guitarra
- Bev Bevan: batería y coros
- Richard Tandy: teclados
- Kelly Groucutt: bajo y coros
- Mik Kaminski: violín
- Hugh McDowell: chelo
- Melvyn Gale: chelo
- Jake Commander: guitarra acústica y coros